# بدر الدين العيني
أبو محمد بدر الدين العيني الحنفي محمود بن أحمد بن موسي بن أحمد الحافظ المحدث المؤرخ العلامة من أعلام القرن التاسع الهجري.

## مولده ونشأته
في قلعة عينتاب بالقرب من حلب ولد «محمود بن أحمد بن موسى» المعروف ببدر الدين العيني في 26 رمضان 762 هـ = 30 يوليو 1361م)، قبل المقريزي بأربع سنوات، ونشأ في بيت علم ودين، وتعهده أبوه وكان قاضيًا بالرعاية والتعليم، ودفع به إلى من يقوم على تعليمه، فحفظ القرآن، وتعلم القراءة والكتابة، حتى إذا بلغ الثامنة كان قد تهيأ لتلقي العلوم، فتعلم القراءات السبع للقرآن الكريم، ودرس الفقه الحنفي على يد والده وغيره من الشيوخ، وتلقى علوم العربية والتفسير والمنطق على عدد من علماء بلدته، ثم رحل إلى حلب سنة (783هـ= 1381م) طلبًا للمزيد من العلم، واتصل بعدد من علمائها مثل جمال الدين يوسف بن موسى الملطي، فلازمه وقرأ عليه بعضًا من كتب الفقه الحنفي، ثم عاد إلى بلدته .
بعد وفاة والده عاود العيني رحلته طلبًا للعلم استجابة لشغفه العلمي وبحثه عن المزيد، فشد الرحال سنة (785هـ= 1383م) إلى دمشق، ليأخذ بقسط وافر من الحديث، وكانت المدرسة النورية بدمشق من كبريات دور الحديث، فالتحق بها العيني، ودرس الحديث على عدد من علمائها، ولم تطل فترة إقامته بدمشق فعاوده الحنين إلى حلب، فولى وجهه شطرها.
لما بلغ الخامسة والعشرين تاقت نفسه لأداء فريضة الحج، فتجهز سنة (786هـ= 1384م) لأدائها، وفي أثناء إقامته بمكة والمدينة التقى بعلمائها وأخذ العلم عنهم، ثم عاد إلى وطنه، وجلس للتدريس، وأقبل عليه الطلاب من المناطق المجاورة، وظل عامين يؤدي رسالته، ثم رغب في زيارة بيت المقدس بفلسطين، فرحل إليها سنة (788هـ= 1386م)، التقى العيني هناك بالشيخ علاء الدين السيرامي ملك العلماء في عصره، فلازمه وتتلمذ على يديه، وقدم معه إلى القاهرة في السنة نفسها.

## العيني في القاهرة
قدم السيرامي القاهرة فأكرمه السلطان الظاهر برقوق وولاه التدريس بالمدرسة الظاهرية، وألحق السيرامي تلميذه النابه مساعداً له، والتقى بكبار العلماء أمثال سراج الدين البلقيني ثم خلف شيخه السيرامي في التدريس بالمدرسة الظاهرية بعد رحيله سنة 790هـ، ولم يلبث أن عُزل بعد شهرين بسبب بعض الوشايات الكاذبة.
عاد بدر الدين العيني إلى بلاده سورية وأقام بها وعمل على كتابة بعض من مؤلفاته وكتبه وعمل في مجال الفقه والعلوم فترة وعرف عنه همته ونشاطه في تحصيل العلم وتعليمة، بعد فترة من الزمن سافر إلى القاهرة مرة ثانية، ولاقى الترحاب وتقلد وظيفة الحسبة سنة 801 هـ، وظل به بين عزل وولاية، وتولى نظارة الأحباس سنة 819هـ، وتولى قضاء الحنفية سنة 829هـ.
وقام العيني بالتدريس بالمدرسة المؤيدية عند افتتاحها سنة 818هـ، وقد تتلمذ على يديه في القاهرة عدد من الأعلام أشهرهم الكمال بن الهمام وابن تغري بردي والسخاوي. أقام العيني مدرسة في القاهرة سنة 814هـ، وظل يُدرس بها حتى وفاته، ولا تزال شامخة حتى عهدنا هذا في شارع التبليطة خلف الجامع الأزهر.

## علاقته بسلاطين المماليك
عاصر العيني عدداً من سلاطين المماليك، فكانت له حظوة لدى السلطان المؤيد شيخ وكان يدخل عليه في أي وقت شاء. أما السلطان الأشرف برسباي فقد جعل العيني نديماً له وكان يجلس معه بالساعات الطوال ينهل من علمه، وكان السلطان برسباي يقول: (لولا القاضي العيني ما حسن إسلامنا، ولا عرفنا كيف نسير في المملكة).

## مؤلفاته
ترك العيني كتبا كثيرة من أشهرها:
- عمدة القاري في شرح صحيح البخاري وهو من أجل شروح البخاري، استغرق العيني في تأليفه عشرين سنة.
- البناية في شرح الهداية[2] وهو في الفقه الحنفي.
- منحة السلوك في شرح تحفة الملوك في الفقه الحنفي.
- رمز الحقائق في شرح كنز الدقائق في الفقه الحنفي أيضاً.
- عقد الجمان في تاريخ أهل الزمان وهو موسوعة ضخمة في التاريخ.
- السيف المهند في سبرة الملك المؤيد.[3]
- الروض الزاهر في سيرة الملك الظاهر ططر.
- فرائد القلائد في مختصر شرح الشواهد.[4] في النحو.
- شرح خطبة كتاب فرائد القلائد. في اللغة.
- العلم الهيب في شرح الكلم الطيب.
- نخب الأفكار في تنقيح مباني الأخبار في شرح معاني الآثار.

## وفاته
توفي العيني سنة 855 هـ الموافق 1451 م عن عمر يناهز 91، ودفن بجوار مدرسته.